# الله
الله در زبان عربی معادل خداوند (خدای یکتا) در زبان فارسی است، اگرچه الله کلمه ی خاص با توجه به وجود ال در آن و قابل ترجمه نمی باشد. بر این اساس الله اکبر به معنی الله بزرگ تر است به فارسی ترجمه می شود. الله معادل الوه و یهوه در عهد جدید و عتیق می باشد.  مسلمانان الله را تنها خدای عالم می‌دانند. این موضوع پس از آن اتفاق افتاد که محمد الله‌ را اکبر نامید و پس از آن الله را از یک خدای معمولی به خدای مسلم و مسلط ارتقا داد. این واژه توسط عرب‌زبانان مسیحی و یهودی نیز در اشاره به خدا به کار می‌رود؛ ولی در مغرب‌زمین، این واژه به علت استفادهٔ مسلمانان از آن شهرت یافته‌است. هرچند اعراب مسیحی جز الله واژهٔ دیگری برای اشاره به خدا ندارند و به عنوان مثال از کلماتی مانند الله الأب (به معنی خدای پدر) استفاده می‌کنند. الله قوی ترین موجود جهان است او مهربان تربن مهربانان ، قوی ترین قوی ها ، بخشنده ترین بخشنده ها ، و آمرزنده ترین آمرزها است . تمامی دنیا از آن اوست و نعمت های او بی شمار است . ( خدایا شکرت )
مفاهیمی که به واژه الله نسبت داده شده‌است در بین مکاتب مختلف تفاوت‌هایی با هم دارد. پیش از اسلام، الله خدای یکتا نبود، بلکه یاران و همراهان و پسران و دخترانی داشت، هرچند هیچگاه بتی که مجسم‌کنندهٔ الله باشد یافت نشده‌است. مفاهیم مشرکانه با ظهور اسلام به‌شدت مردود شناخته شد. در اسلام، الله نام برتر خداوند بوده‌است؛ باور مسلمانان این است که تمامی نام‌های دیگر الهی به این نام اشاره می‌کنند. الله یکتاست، تنها خدا بوده، و خالق توانای جهان است.
مسلمان مؤمن بدون در نظر گرفتن نژاد و جنسیت خود، باید به یگانه بودن الله به صورت قلبی، زبانی و عملی اعتقاد داشته و اعتقاد خود را توسط جملات شهادتین (أَشْهَدُ أَنْ لَا إِلٰهَ إِلَّا ٱللَّٰهُ وَأَشْهَدُ أَنَّ مُحَمَّدًا رَسُولُ ٱللَّٰهِ) به معنای «گواهی می‌دهم، خدایی جز الله نیست و گواهی می‌دهم، همانا محمد فرستادهٔ الله است» بیان کند. همچنین در قرآن «پرستش الله» به عنوان کاری مشترک میان مسلمانان و اهل کتاب معرفی شده و از اهل کتاب خواسته شده که به آن پایبند باشند.

## ریشه‌یابی
1. الف
2. همزهٔ وصل
3. لام
4. لام
5. تشدید
6. الف کوچک
7. هـ

مؤلفه‌های واژهٔ الله:

در ریشه‌یابی واژهٔ الله دو نظر وجود دارد: این واژه مشتق است یا جامد. مشتق بودن واژه، دیدگاه اکثریت است و به سه شکل ارائه می‌شود. نظریهٔ اول بر آن است که الله متشکل از دو بخش ال (الف و لام تعریف) + اله (ایزد یا معبود) است. خویشاوندهای واژه الله در بین دیگر زبان‌های سامی مانند عبری و آرامی موجود است. «اله» مسلماً با אֱלָהָא یکی است و شکل گسترش‌یافتهٔ تکواژ «اِل/ایل» است که در همهٔ زبان‌های سامی وجود دارد. به هم چسباندن ال و اله در تشکیل الله (خدا، فرم مذکر) مشابه به هم چسباندن ال و الهه در تشکیل اللات (خدا، فرم مؤنث) است.
دربارهٔ چگونگی تبدیل «الـ+اله» به الله گفته شده که «خدای متعال» را «إِلٰه» خوانده و «ٱلْـ» تعظیم را به آن افزودند که ٱلْإِلٰه شده‌است. کاربرد زیاد این واژه سبب تخفیف همزه و تبدیل واژه به الله شده‌است. دربارهٔ چگونگی این تبدیل بحث‌های مفصلی شده و آن را با تبدیل «لکن + أن ← لکنّ» مقایسه کرده‌اند.
زبان‌شناسان تاریخی عرب مفصلاً راجع به ریشه و معنی واژه‌های «اله» و «الله» بحث کرده‌اند. اغلب زبان‌شناسان اسم خاص «الله» را برگرفته از الإله در نظر گرفته‌اند و سعی کرده‌اند اله را به ریشه‌ای سه‌حرفی (ثلاثی) ربط دهند. واژهٔ اله را بر وزن فعال دانسته و اصل آن را فعلی به صورت اَلِهَ-یالَهُ یا وَلِهَ-یؤلَهُ دانسته‌اند. بر این اساس صورت‌های اشتقاق از ریشه‌های زیر پیشنهاد شده‌اند:
1. برخی اصل واژهٔ اله را از اَلَهَ-یاله به معنی پناه بردن دانسته‌اند و اله را کسی دانسته‌اند که بنده به او پناه می‌برد. همین لغت در باب افعال به معنی پناه دادن است. برخی اله را از ریشهٔ وَلِهَ-یَولَهُ دانسته‌اند بدون آنکه در معنی تفاوتی برایش قائل شوند.
2. برخی وَلِهَ-یَولَهُ را به معنی «عاشق شدن» و «شیدا شدن» دانسته‌اند. در این معنی، اله کسی است که دل‌ها شیفتهٔ او می‌شوند.
3. چون الوَلَه از ریشهٔ وَلِهَ به معنی عشق شدید است، اله را به معنی دوستدار بندگان یا محبوب آنان نیز دانسته‌اند.
4. اَلِهَ-یألَهُ می‌تواند به معنی حیران و سرگردان شدن باشد که در این صورت اله به معنی کسی است که حیران اویند؛ زمخشری متذکر می‌شود که فعل الهه از اسم الُهه به معنای سرگشته شدن، مبهوت شدن مشتق شده‌است، زیرا ذهن از شناخت ذات الله دچار بهت می‌شود («ولهه» همان معنا را می‌رساند).
5. اَلِهَ-یألَهُ می‌تواند معنی پرستیدن بدهد که در آن صورت اله به معنی معبود است.
6. اَلِهَ-یألَهُ می‌تواند معنی اقامت گزیدن نیز بدهد که در اینجا اله وجود تغییرناپذیر و فناناپذیر معنی می‌دهد.
7. «ل-و-ه»، از آنجا که لَها آفریدن معنا می‌دهد.
8. اَوَلَ و ایل، ریشه‌هایی که بر دیدگاه تقدم و اولویت نظر دارد.

مکتب نحوی بصره با رد ارتباط مستقیم بین این دو واژه، ساخت «الله» را بی‌واسطه و آنی (مرتجل) یا به شکل «لاه» از ریشه «ل-ی-ه» می‌داند که حرف تعریف «ال» به آن چسبیده‌است. «لاه» به معنی «پنهان بودن» یا «برفراز رفتن و علو یافتن» است. پس «اله» به معنی وجودی است که از دید بندگان پنهان می‌ماند یا وجودی که والا و متعالی است.
نظریهٔ سوم در دیدگاه مشتق بودن واژه الله، آن را مشتق از ضمیر سوم شخص «ها» می‌داند. ابوالبقاء کفوی در کلیات العلوم چنین نظر می‌دهد که واژهٔ الله از «ها»، اسم جمع و ضمیر سوم شخص، و «لام» ملکی ساخته شده‌است. به عبارتی دیگر، خدای متعال را ابتدا با ضمیر سوم شخص خوانده، سپس لام ملکیت به آن افزوده و «لهُ» را تشکیل داده‌اند. سپس به خاطر تعظیم، ال به آن اضافه کرده‌اند («اللَه») و سپس فتحهٔ میانی را به مصوت بلند تبدیل کرده‌اند.
گروهی مانند ابوزید بلخی که به جامد بودن اسم الله معتقدند الله را وام‌واژه‌ای عبری یا سریانی دانسته‌اند. برخی فرهنگ‌ها، واژه‌های برابر آرامی الله در زبان آرامی کتب مقدس را אֱלָהָא Ĕlāhā و فرم سریانی آن را ܐܰܠܳܗܳܐ ˀAlâhâ یا Ālōho دانسته‌اند. نظریهٔ دیگری که الله را جامد می‌داند و به سیبویه، خلیل، و مبرد نسبت داده شده، گسترش زیادی نیافته‌است. در این نظریه، الله نام خاص است و هیچ معنای معینی ندارد (نعت نیست). دلیلی که آورده می‌شود این است که هیچگاه نمی‌توان «ال» را از اول واژه برداشت، یا اینکه وقتی حرف ندا به قبل آن اضافه می‌کنیم «ال» را حذف نمی‌کنیم و همچنان می‌گوییم «یا الله».

## کاربرد

### پیش از اسلام
در دوران پیش از اسلام در مکه، الله به‌خوبی شناخته شده و ورای خدای یهودیان و مسیحیان، به عنوان یک خدای بدوی و ساده مورد استفاده بود در واقع، او را از خدایان مکه می‌دانستند. گونه‌های محلی واژه الله در نوشته‌های پیش از اسلام مشرکان و مسیحیان یافت می‌شود. الله احتمالاً خدای برتر و مسلماً خدای آفریدگار بود. لات، منات و عزی دختران الله محسوب می‌شدند. هیچ بت یا تجسم شمایل‌گونه‌ای از الله شناخته نشده‌است. الله تنها ایزد مکه بود که بتی نداشت.
نام عبدالله، پدر پیامبر اسلام، به معنی «بندهٔ الله» است.
نظریه‌های مختلفی دربارهٔ جایگاه الله در میان خدایان مشرکان پیش از اسلام مطرح شده‌است. برخی از نویسندگان گفته‌اند که اعراب مشرک، الله را خدای آفریدگار یا خدای برتر در میان ایزدان خود می‌دانستند. بنا بر برخی از آیات قرآنی (مثلاً عنکبوت ۶۱–۳، لقمان ۲۴–۲۵، و زمر ۳۸) قریشیان باور داشتند که الله خالق جهان، سرور نیروهای مادی، و سرور ایشان و پدرانشان بود. در کشمکش‌های آغاز اسلام میان پیامبر اسلام و قریشیان، پیوسته الله که مورد تأیید مشرکان قریش بود در کنار الرحمان که ظاهراً درمیانشان ناشناخته بود قرار می‌گرفت.
ممکن است این واژه معنی مبهمی در میان اهالی مکه داشته بوده باشد. براساس نظریهٔ یولیوس ولهاوزن، الله (خدای برتر مجموعه قبایل اطراف قریش) مقامی بود که تقدس هبل (خدای برتر قریش) را باعث می‌شد. او الله را «اسم جنس» تلقی کرد و معتقد بود مشرکان به خاطر کراهت بردن نام بت‌ها، اسم جنس الله را به جای آن‌ها به کار می‌بردند. اگرچه شواهدی هست که نشان می‌دهد الله و هبل دو ایزد متفاوت بودند.
براساس این نظریه، کعبه برای نخستین بار برای خدای والای الله ساخته شده بود؛ اما پس از فتح مکه توسط قریش (حدود یک سده پیش از ظهور پیامبر اسلام) به بتکده و جایگاه ایزدان قریش تبدیل شد.
برخی نوشته‌ها حاکی از کاربرد الله به عنوان نام یکی از ایزدان مشرکان، از قرن‌ها پیش از فتح مکه است، هرچند در مورد این نوشته‌ها مطلب دقیق در دست نیست.
برخی محققان معتقدند که الله، خدای آفریدگار دست‌نیافتنی بود که اهمیتش کم‌کم زیر سایهٔ ایزدان مجسم کمرنگ شده بود. رنه دوسو معتقد است که الله برخلاف هبل، تندیس و بتی نداشته و لذا حجرالاسود را نماد الله قرار داده‌اند.
دربارهٔ اهمیت نقش الله در دین مشرکان مکه بین محققان اختلاف نظر وجود دارد.
«اله» در میان اقوام گوناگون عرب کاربرد فراوان داشت و قدمتی بیشتر از الله، که گویی تنها برای خدای متعال استفاده شده، دارد. الله در هیچ‌یک از نوشته‌های عصر جاهلیت نیامده، اما به‌وفور در اشعار جاهلی به کار رفته‌است، از امرؤالقیس تا عدی بن زید، زهیر و به‌ویژه امیة بن ابی‌الصلت که آن را مکرراً به کار برده‌است. الله در آثار صفائیان هم پنج بار به کار رفته‌است. آذرتاش آذرنوش در دایرة المعارف بزرگ اسلامی از تردید برخی شرق‌شناسان در جاهلی بودن واژهٔ الله می‌نویسد. برخی معتقدند ۱) سراسر اشعار جاهلی از جمله اشعاری که در آنان الله به‌کار رفته جعلی‌اند؛ ۲) بعد از اسلام الله را به همراه معانی یکتاپرستی به اشعار جاهلی افزوده‌اند؛ یا ۳) در شعر جاهلی هرجا نام بتی بوده آن را با الله جایگزین کرده‌اند، مانند عبدالعزی ← عبدالله.

### مسیحیت

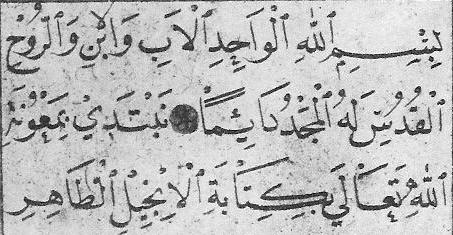
دست‌نوشتهٔ Mussai Borg از انجیل دیاتسرون عربی

واژهٔ آرامی برای «خدا» در زبان آشوری‌ها ʼĔlāhā یا الاهه است. عرب‌زبانانی که پیرو یکی از ادیان ابراهیمی هستند از واژهٔ الله برای اشاره به خدا استفاده می‌کنند.
امروزه عرب‌های مسیحی واژه‌ای غیر از الله برای اشاره به خدا ندارند. حتی گویشوران زبان مالتی (شاخه‌ای از زبان عربی) که تقریباً همه کاتولیک رومی هستند برای اشاره به خدا از واژهٔ Alla استفاده می‌کنند.
به عنوان مثال، مسیحیان عرب از واژه‌های الله الأب (خدای پدر)، الله الإبن (پسر خدا)، و الله الروح القدس (خدای روح مقدس) برای بیان مفاهیم تثلیث استفاده می‌کنند.
بنا بر مارشال هاجسون، به نظر می‌رسد در دوران پیش از اسلام، برخی مسیحیان به زیارت کعبه رفته و به الله به عنوان خدای آفریدگار احترام گذاشته‌اند.
کاوش‌های باستان‌شناسی در کلیسای ام‌الجمال در شمال اردن منجر به کشف کتیبه‌ها و قبرهایی از مسیحیان عرب پیش از اسلام شده‌است. این کتبیه‌ها از الله به عنوان نام خدا استفاده کرده و برخی عنوان «عبدالله» (بندهٔ خدا) را داشته‌اند.
واژهٔ الله به‌کرات در گزارش‌ها و فهرست شهیدان مسیحی در جنوب عربستان یافت می‌شود. این گزارش‌های باستانی سریانی، اسامی کشته‌شدگان مسیحی در زمان پادشاهی حمیر و امپراتوری اکسوم را در بر می‌گیرند.

در کتیبه‌ای متعلق به سال ۵۱۲ میلادی در کلیسایی که مرقد شهدای مسیحی داشت، اشارات به الله به هر دو زبان عربی و آرامی یافت می‌شود. کتیبه با عبارت «با کمک الله» شروع می‌شود.
در نسخه‌های عربی پیش از اسلام کتاب عهد جدید، نام الله به عنوان خدا مورد استفاده قرار گرفته‌است.
اعراب مسیحی پیش از اسلام، از عبارت «یا لعباد الله» (ای بندگان خدا) برای دعوت یکدیگر به میدان مبارزه استفاده می‌کردند.
الله در اشعاری که غسانیان و تنوخیان، عرب‌های مسیحی پیش از اسلام، در سوریه و شمال شبه‌جزیره عربستان سروده‌اند یافت می‌شود.

### اسلام

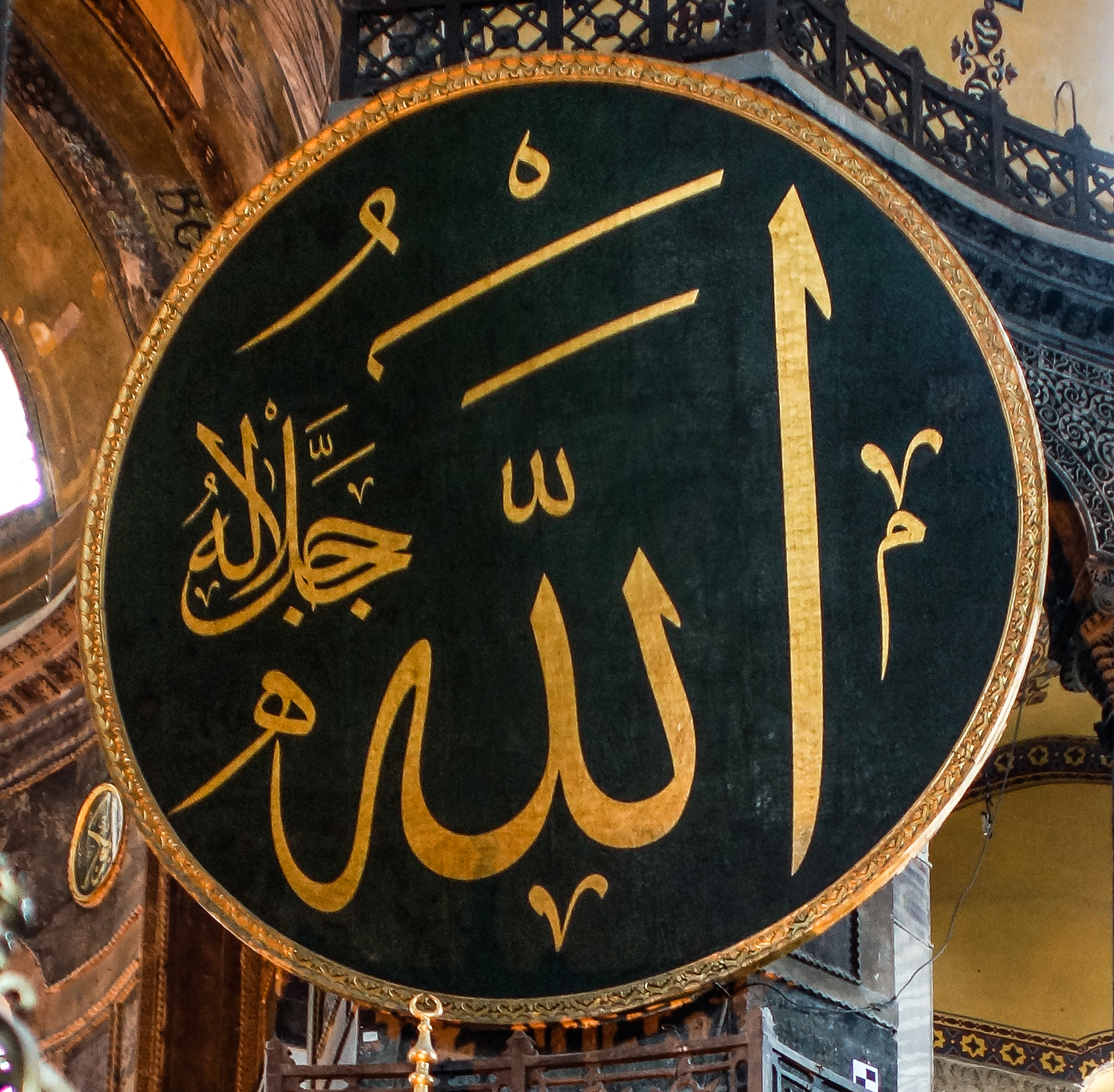
نقش الله بر روی مدال بزرگی در مسجد ایاصوفیه در شهر استانبول ترکیه.

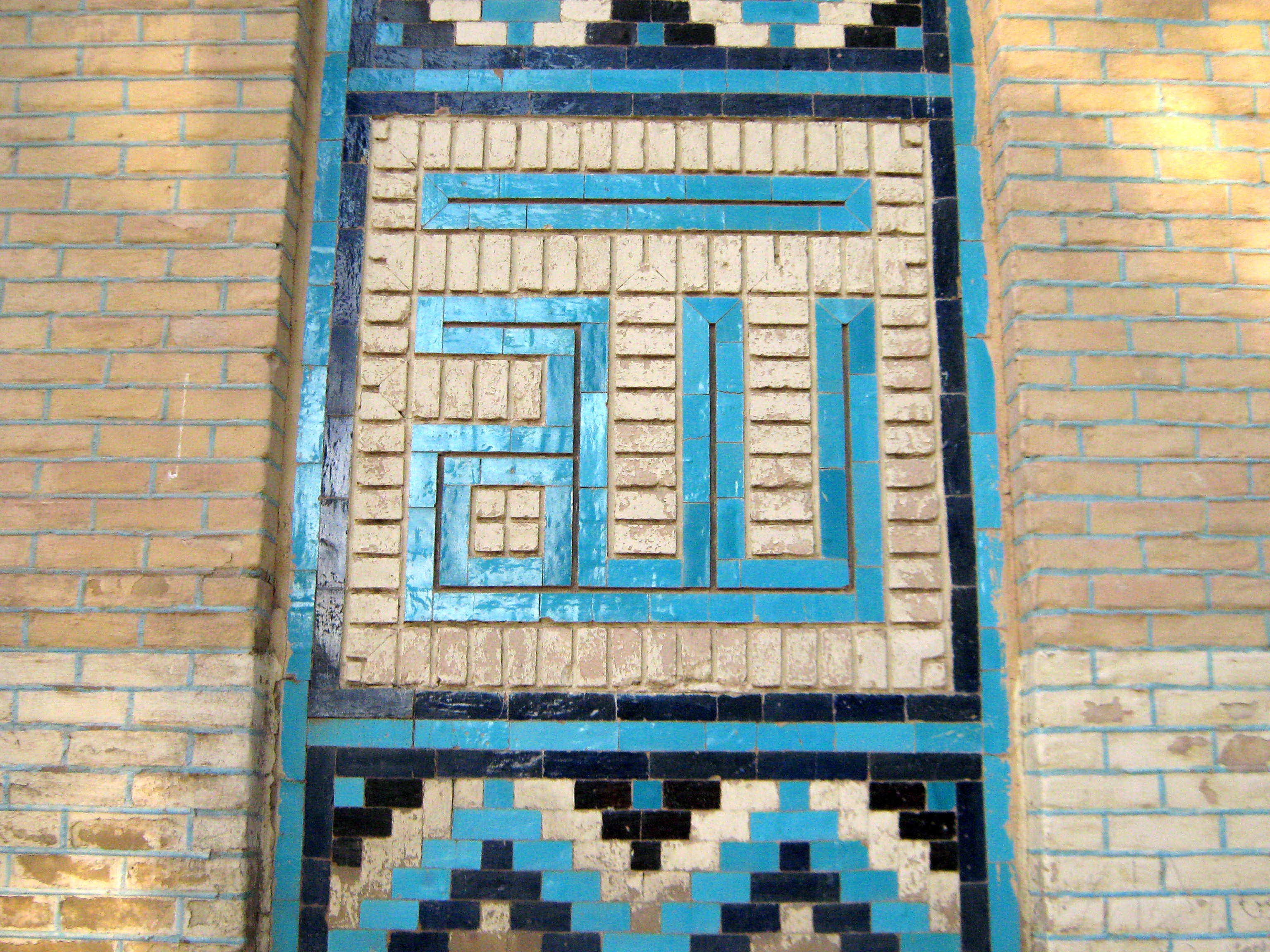
نقش الله در کاشی‌کاری‌های آرامگاه و مسجد محمد محروق، نیشابور، دوران تیموریان و ایران صفوی

در اسلام، الله خدای یکتا و قادر متعال و تنها ایزد و آفریدگار گیتی است و برابر با خدا در ادیان ابراهیمی است.
الله رایج‌ترین واژه برای اشاره به خدا در اسلام است و تسلیم بودن در برابر اراده و دستورهایش، شالودهٔ اعتقاد اسلامی را تشکیل می‌دهد. او خدای یکتا، آفریدگار گیتی و قاضی روز قیامت است. او احد (یگانه)، واحد (ذاتاً یکتا)، رحمن، و قادر متعال است. قرآن دربارهٔ حقیقت الله، ذات رازآلودِ دست نیافتنی‌اش، نام‌های او و کارهایش در مورد مخلوقاتش سخن می‌گوید.
اسماء الحسنی (نام‌های نیکو) در اسلام شامل ۹۹ نام است که ویژگی‌های خدا در اسلام را بیان می‌کنند. همهٔ این نام‌ها به الله اشاره می‌کنند، نام الهی والا و جامع همهٔ این ویژگی‌ها. در میان این نام‌ها، رحمان (بخشنده) و رحیم (مهربان) از بقیه مشهورتر و پراستفاده‌تر هستند.
اکثر مسلمانان عبارت «إِنْ شَاءَ ٱللَّٰهُ» (به معنی «اگر خدا بخواهد») را بدون ترجمه بعد از صحبت در مورد وقایع آینده استفاده می‌کنند. مسلمانانی که در گفتار تقوا می‌کنند، غالباً سخن خود را با عبارت «بِسْمِ ٱللَّٰهِ» (به معنی «به نام خدا») آغاز می‌کنند. فهرست عبارات دیگری که نزد مسلمانان محبوب‌اند و به عنوان ذکر به کار می‌روند شامل موارد زیر است: «سُبْحَانَ ٱللّٰهِ» (به معنی «پاک و منزه است خدا»)، «ٱلْحَمْدُ لِلَّٰهِ» (به معنی «ستایش از آن خداست»)، «لَا إِلٰهَ إِلَّا ٱللَّٰهُ» (به معنی «هیچ خدایی جز خدا نیست»)، و «ٱللَّٰهُ أَکْبَرُ» (به معنی «خدا بزرگتر است»). در یکی از اعمال صوفیان به نام «ذکرالله» فرد صوفی الله و دیگر نام‌های او را در مراسم خود تکرار می‌کند و به آنان می‌اندیشد در حالی که نفس کشیدن خود را کنترل می‌کند.
برخی محققان بر این باورند که الله واژه‌ای بود که پیامبر اسلام از آن برای اشاره به خدا در مقابل هم عرب‌های مشرک و هم مسیحیان و یهودیان استفاده کرد تا فهم مشترکی در مورد نامی برای خدا ایجاد کند. هرچند گرهارد بوورینگ در مورد این نظریه ابراز تردید کرده، زیرا طبق نظر او در اسلام، برخلاف اعتقادات عرب‌های مشرک، خدا هیچ شریک و همراهی ندارد، و رابطهٔ خویشاوندی نیز بین خدا و جنیان وجود ندارد. مشرکان به سرنوشت محتوم، قدرتمند و عاری از احساسات اعتقاد داشتند؛ این سرنوشت در اسلام با خدای قادر ولی حکیم و بخشنده جایگزین شده‌است.
فرانسیس ادواردز پیترز می‌گوید: «قرآن تأکید می‌کند، مسلمانان اعتقاد دارند، و مورخان تأیید می‌کنند که محمد و پیروان او همان خدای یهودیان را پرستش می‌کنند (قرآن، سورهٔ عنکبوت، آیهٔ ۴۶). الله در قرآن همان آفریدگار هستی است که با ابراهیم عهد بست.» پیترز می‌گوید که قرآن الله را قدرتمندتر و منزه‌تر (غیرقابل تصور و دسترس) از یهوه توصیف می‌کند، خدایی که برای همهٔ جهانیان است برعکس یهوه که همراهی نزدیکی با اسرائیلیان دارد.
واژه الله به شکل مکتوب در رسم‌الخط عربی از احترام ویژه‌ای نزد مسلمانان برخوردار است، و بسیاری از ایشان دست زدن به این واژه را بدون وضو جایز نمی‌شمارند. از این رو، بسیاری از مسلمانان هنگام نوشتن به جای این واژه، «ا…» می‌نویسند؛ مثلاً «آیت‌ا…» به جای «آیت‌الله».

### ترجمه‌های متون غیراسلامی
در ترجمه‌های عربی از متون باستان ایرانی، مثلاً ترجمهٔ ابوعلی مسکویه، اهورامزدا به الله ترجمه شده‌است. ترجمه‌های جدید از کتاب مقدس، یهوه و تئوس (theos, θεός) را به الله ترجمه کرده‌اند.

## وام‌واژه

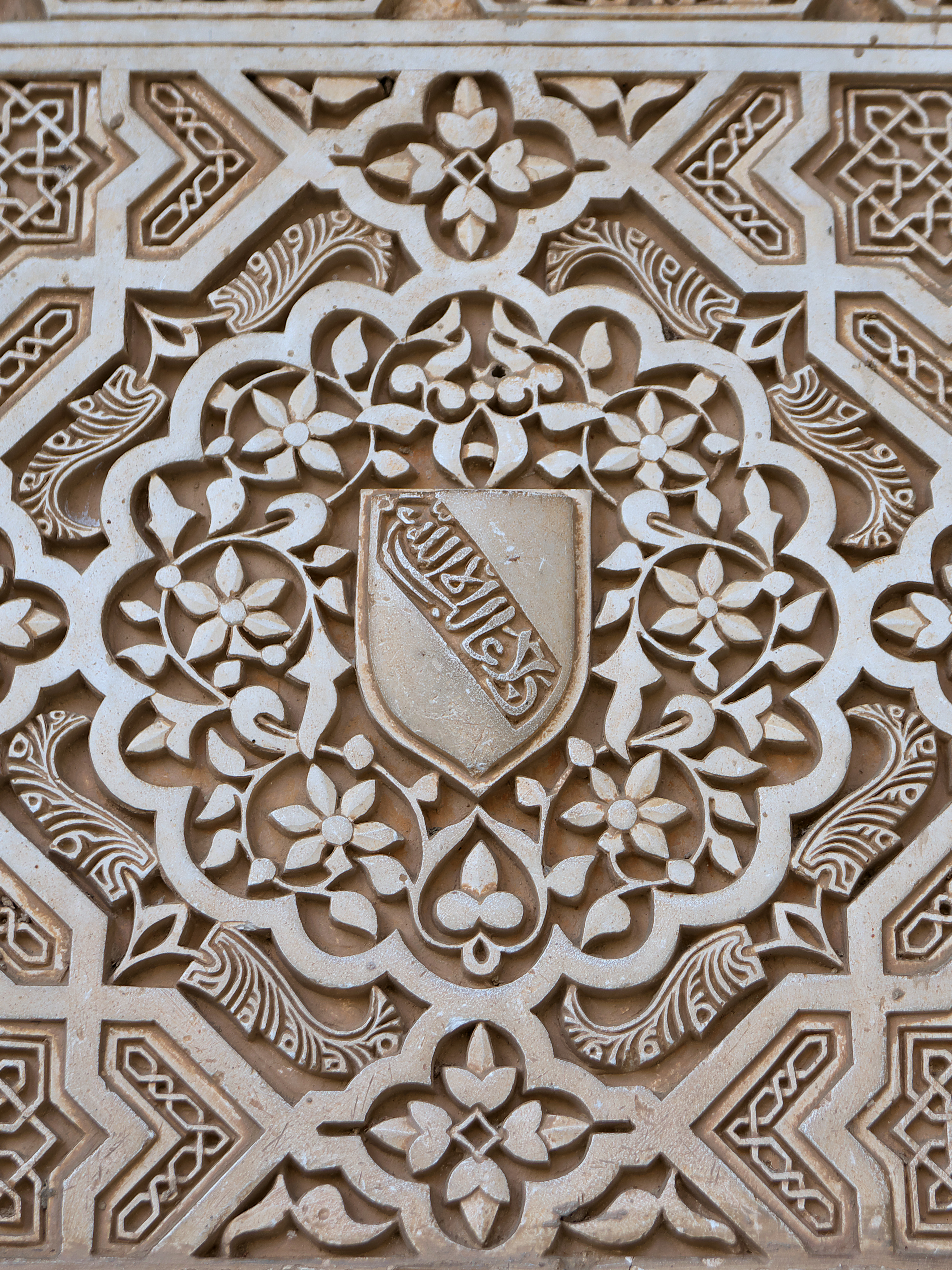
حکاکی جملهٔ ولا غالب إلا الله (هیچ‌کس پیروز نیست، جز خدا) بر گچ‌بری‌های الحمرای گرانادا، قرن سیزدهم میلادی

تاریخچهٔ استفاده از واژهٔ الله در زبان انگلیسی احتمالاً تحت تأثیر دین‌شناسی تطبیقی در قرن ۱۹ بوده‌است. به عنوان مثال، توماس کارلایل (۱۸۴۰) گهگاه واژهٔ الله را استفاده می‌کرد، بدون آنکه بخواهد مفهومی سوای خدا از الله مراد کند. اما در شرح زندگانی محمد (۱۹۴۳)، تور آندرائه همیشه واژهٔ الله را استفاده کرده‌است، اگرچه به نظر می‌رسد «مفهوم خدا» در نوشته‌های او می‌تواند مفهومی متفاوت از خدای یهودیان و مسیحیان را افاده کند. برخی مسلمانان واژهٔ الله را در زبان انگلیسی بدون ترجمه به کار می‌برند. برخی از مترجمان معتقدند که واژهٔ «الله» ترجمه‌نشدنی است و در مقابل نیز برخی اصرار دارند که الله خدای واحد و معبود ادیان ابراهیمی است و نباید از ترجمهٔ نام الله به خاطر یگانگی آن ترسید.
در برخی از زبان‌هایی که معمولاً از واژه‌ای جز الله برای اشاره به خدا استفاده می‌کنند، عباراتی به کار می‌رود که شامل واژهٔ الله هستند؛ مثلاً، در نتیجهٔ قرن‌ها زندگی مسلمانان در اندلس، کلمات ojalá در زبان اسپانیایی و oxalá در زبان پرتغالی از عبارت «إن شاء الله» برگرفته شده‌اند. این کلمات اسپانیایی و پرتغالی به معنی «اگر خدا بخواهد» یا «امیدوارم» هستند.

## تایپوگرافی

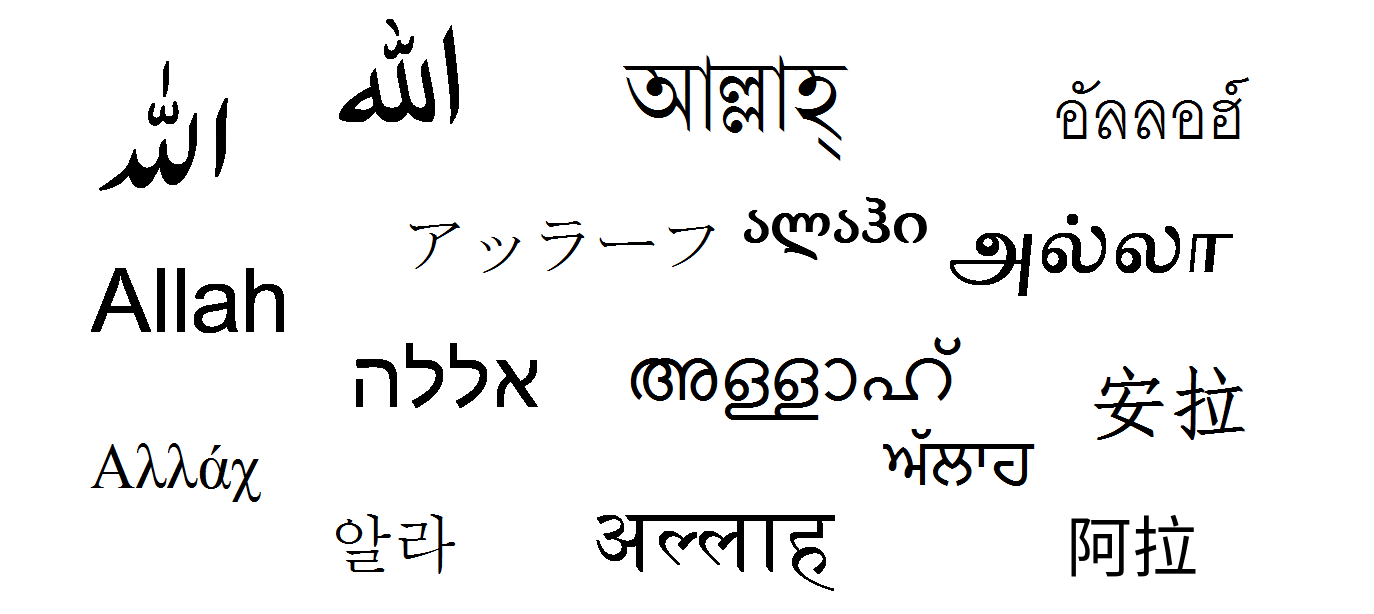
واژهٔ الله در خطوط دیگر

یونی‌کد یک موقعیت کد ویژه برای الله دارد: U+FDF2. براساس مشخصات رسمی یونی‌کد این حرف به حروف زیر تجزیه می‌شود الف-لام-لام-ه (الله‬ U+0627 U+0644 U+0644 U+0647). قلم‌های عربی معمولاً لیگچر خاصی برای [ا]لله دارند و الف اول را در نظر نمی‌گیرند.
نسخهٔ خوشنویسی این واژه که در نشان رسمی جمهوری اسلامی ایران به کار رفته نیز در یونی‌کد موقعیت کد ویژه‌ای در بخش کدهای متفرقه دارد، U+262B (☫). نشان رسمی جمهوری اسلامی ایران در وسط پرچم ایران نیز به کار رفته‌است. این نشان یا به معنی نوعی خطاطی از واژهٔ الله است یا به معنی کره‌ای است که دو هلال آن را دربر گرفته‌اند.

## نشان و سمبل
پرچم‌ها
- - در پرچم ایران ۲۲ بار عبارت الله‌اکبر به رنگ سفید و به نشانهٔ پیروزی انقلاب در روز ۲۲ بهمن، در حاشیهٔ پایین رنگ سبز و حاشیهٔ بالای رنگ سرخ نوشته شده‌است و نشان وسط پرچم نیز به شکل عبارت الله و لا اله الا الله است.[۵۷][۵۸]
- - در پرچم عراق از عبارت الله اکبر استفاده شده‌است.[۵۹]
- - در پرچم عربستان سعودی از عبارت شهادتین «لا اله الا الله محمد رسول‌الله» استفاده شده‌است.[۶۰]
- - پرچم افغانستان دارای عبارات شهادتین و تکبیر است.[۶۱]

نشان‌های ملی
- - نشان ملی افغانستان دارای عبارات شهادتین و تکبیر است.[۶۲]
- - نشان ملی جمهوری آذربایجان دارای خطاطی نام الله به شکل آتش ابدی است.[۶۳]
- - نشان ملی ایران خطاطی نام الله است و عبارت «لا اله الا الله» نیز در آن پنهان است.[۶۴]
- - نشان ملی عراق دارای عبارت «الله أكبر» است.[۶۵]
- - نشان ملی اردن دارای عبارت «الراجي من الله التوفيق والعون» است.[۶۶][۶۷][۶۸]
- - نشان ملی مراکش دارای عبارت قرآنی «إن تنصروا الله ينصركم» است.[۶۹][۷۰]

## نکات
1. ↑  René Dussaud
2. ↑  Gerhard Böwering